# Dracó II
Dracó II (en llatí Dracon, en grec Δράκων) fou segons Suides el fill de Tèssal i pare d'Hipòcrates probablement Hipòcrates IV. Era de la generació dinovena dels Asclepíades i fou germà de Gòrgies i d'Hipòcrates III. Va viure probablement al segle iv aC.